# 미나토촌 (와카야마현 가이소군)
미나토촌(湊村)은 와카야마현 가이소군에 있던 촌이다. 현재의 와카야마시 북서부에 해당한다.

## 역사
- 1889년 4월 1일 - 정촌제 시행에 의해 아마군 미나토촌이 성립하였다.
- 1896년 4월 1일 - 아마군, 나구사군과 합병해 가이소군이 되었다.
- 1940년 2월 1일 - 와카야마시에 편입해, 동일 미나토촌은 폐지되었다.

### 도로
현재는 구촌 지역에 난카이 와카야마항선 와카야마코역이 소재하지만 당시엔 미개통

## 참고문헌
- 角川日本地名大辞典 30 和歌山県